# Pyrenaearia molae
Pyrenaearia molae es una especie de molusco gasterópodo de la familia Hygromiidae.

## Distribución geográfica
Es endémica de la Cordillera Prelitoral en la provincia de Tarragona (España).  